# Winthirkirche

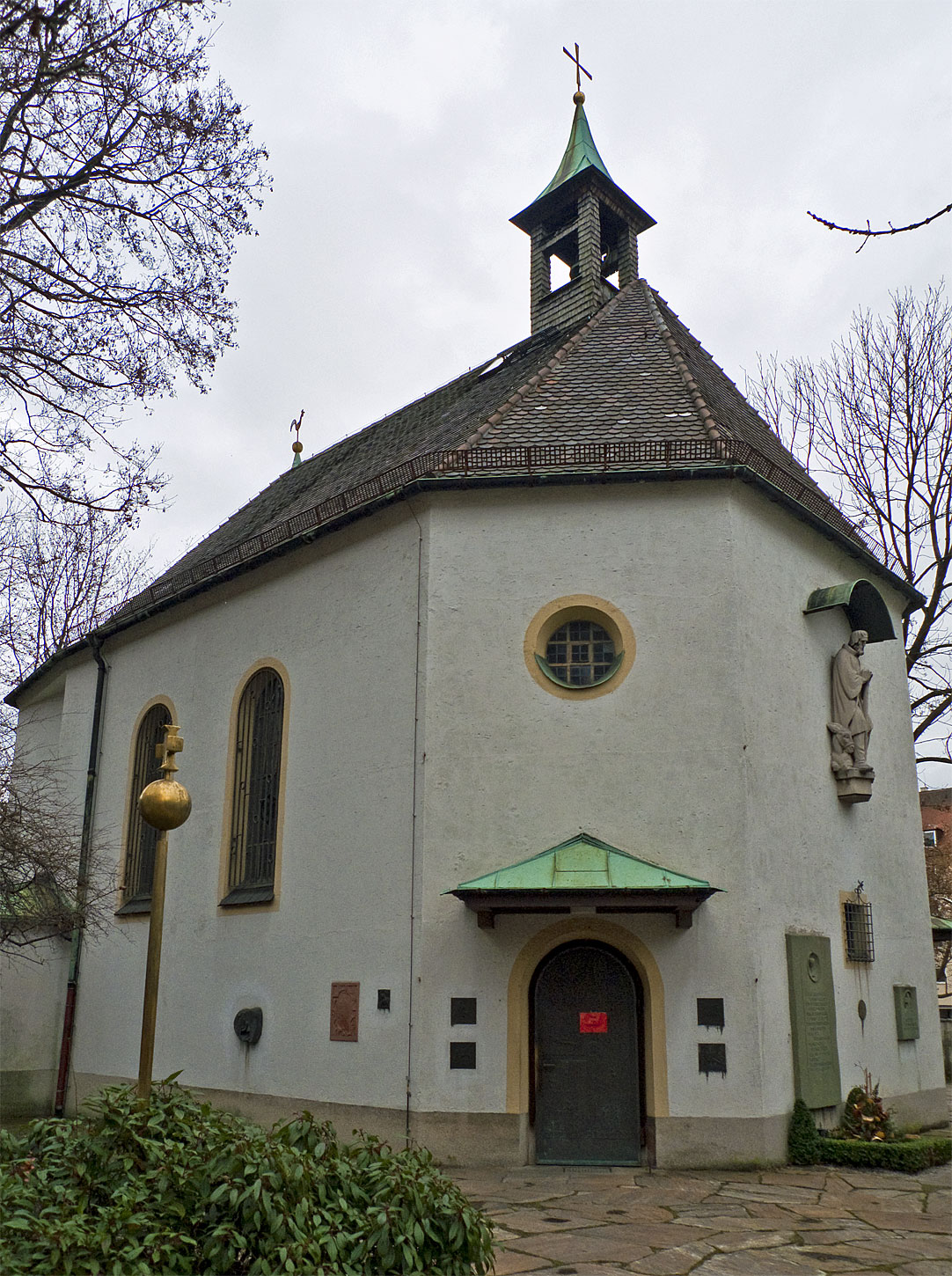
Winthirkirche (2011)

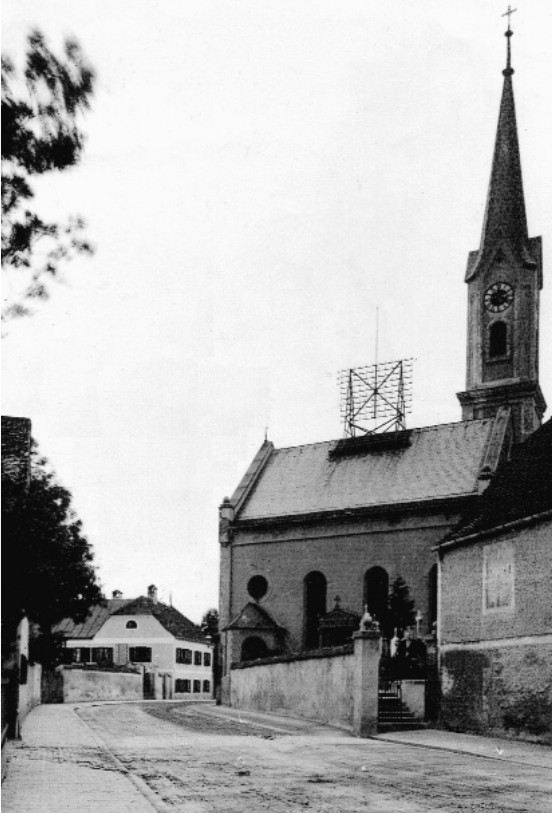
„Winthirkircherl“ (1905)

Die Winthirkirche liegt im Winthirfriedhof an der Winthirstraße 15 im Münchner Stadtteil Neuhausen.

## Geschichte
Ende des 15. Jahrhunderts wurde die gotische Kirche errichtet, die noch heute einen Bestandteil des Chors stellt. 1597 hat man das Grab des mittelalterlichen Wanderpredigers Winthir in den Kirchenbau integriert. Seitdem hatte die Kirche im Volksmund den Namen „Winthirkircherl“.
Zunächst gehörte die Dorfkirche zur Pfarrei Sendling. 1794 brannte sie ab und musste neu aufgebaut werden. 1829 musste der Friedhof erweitert werden und erreichte damit seine größte Ausdehnung; am Ende des 19. Jahrhunderts wurde der Ostteil aufgelassen.
1861 wurde die Kirche wegen Baufälligkeit geschlossen und bis 1872 teilweise neu errichtet. 1882 wurde Neuhausen selbstständige Pfarrei und „Maria Himmelfahrt“, wie die Kirche zu diesem Zeitpunkt hieß, die Ortskirche. Zu diesem Zeitpunkt war sie jedoch bereits zu klein, so dass 1889 die Herz-Jesu-Kirche (München) errichtet wurde. Nach einem Einsturz des Turmes 1931 wurde die Kirche verkleinert wieder aufgebaut. Erst 1970 erhielt sie offiziell den Namen „Winthirkirche“. 
Auf dem Friedhof werden heute vor allem Personen beerdigt, die sich um die Landeshauptstadt München verdient gemacht haben.

## Ausstattung
Der barocke Hochaltar mit dem Gemälde (1760) stammt aus Bernhaupten. Weitere Bildhauerarbeiten wurden 1908 von Karl Killer geschaffen.
Die zur Straße gewandte Westseite der Kirche wird von einer überlebensgroßen Skulptur des seligen Winthir von Karl Baur geprägt.
Die Orgel baute die Firma Dieter Schingnitz im Jahr 2000. Sie verfügt über 8 Register.

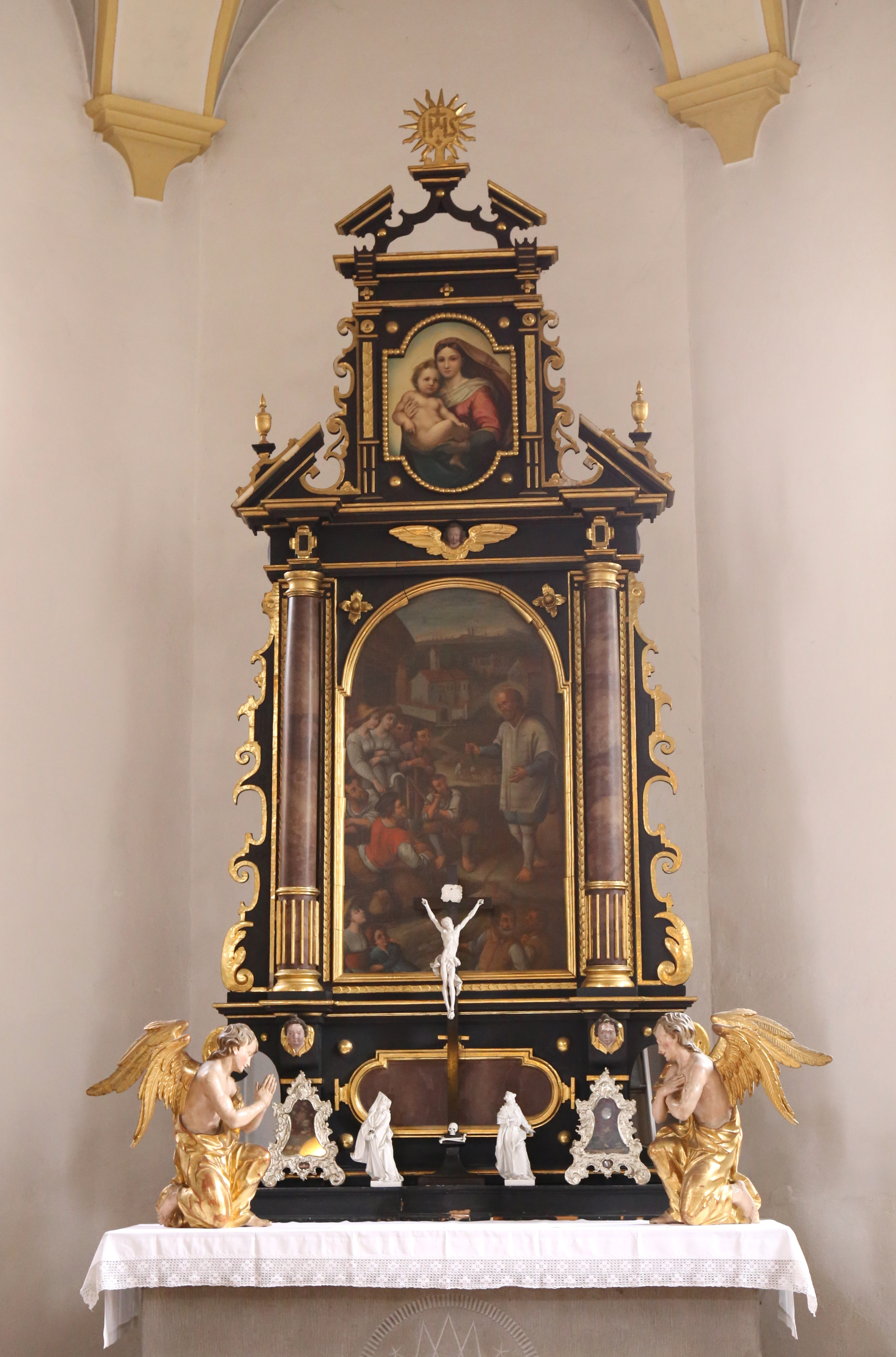
Hochaltar
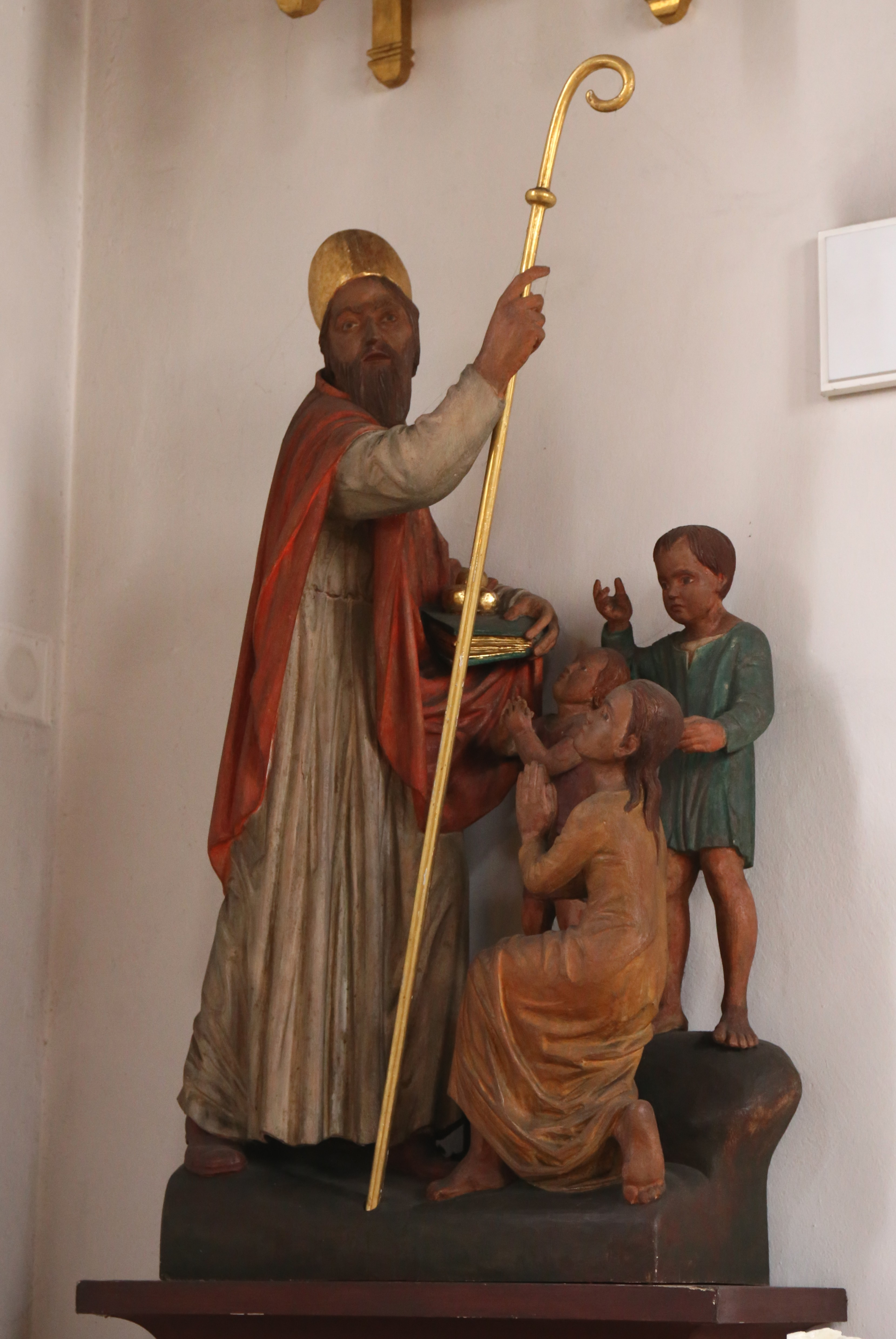
Der hl. Nikolaus von Myra auf dem linken Seitenaltar
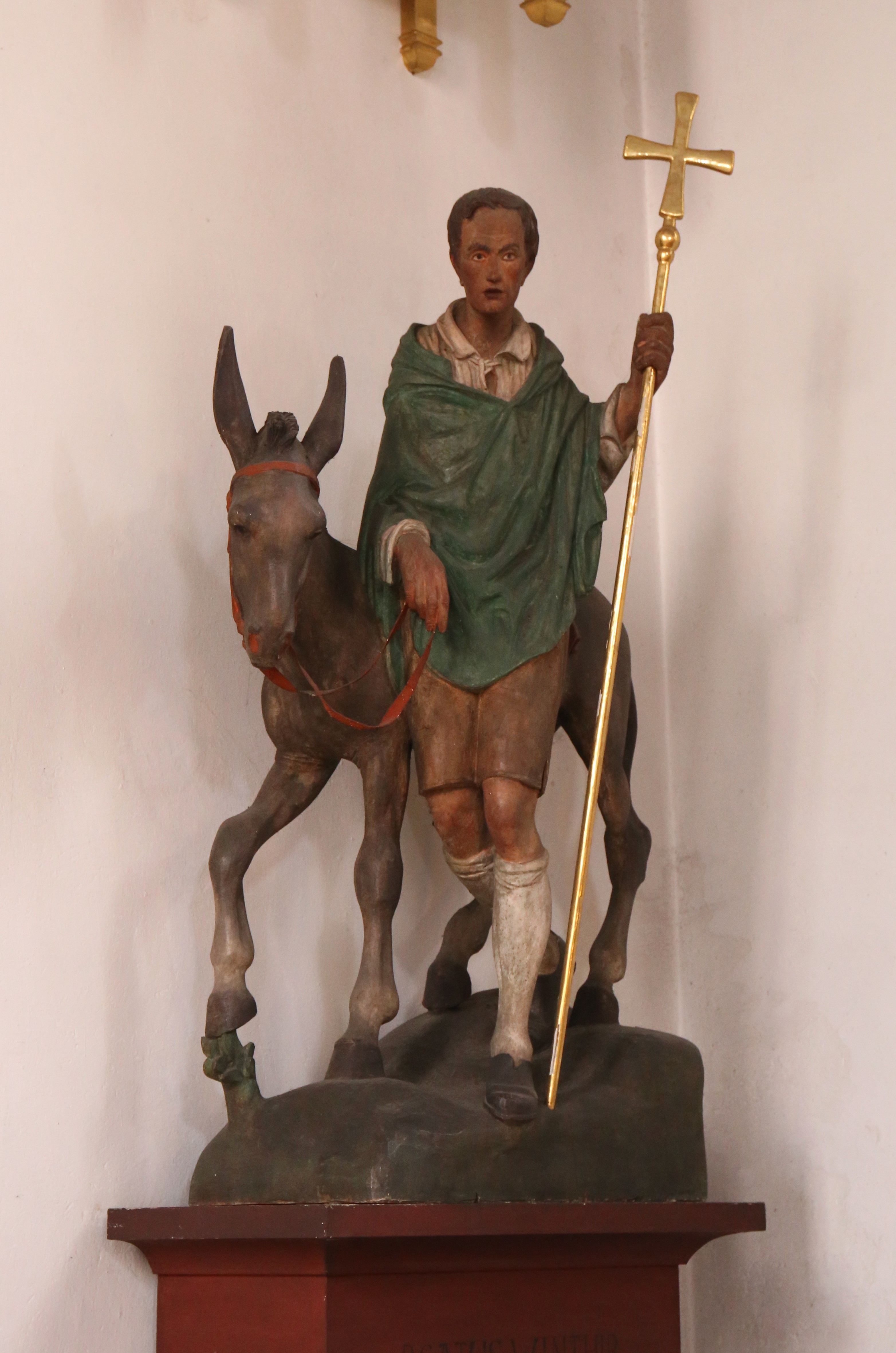
Der sel. Winthir auf dem rechten Seitenaltar
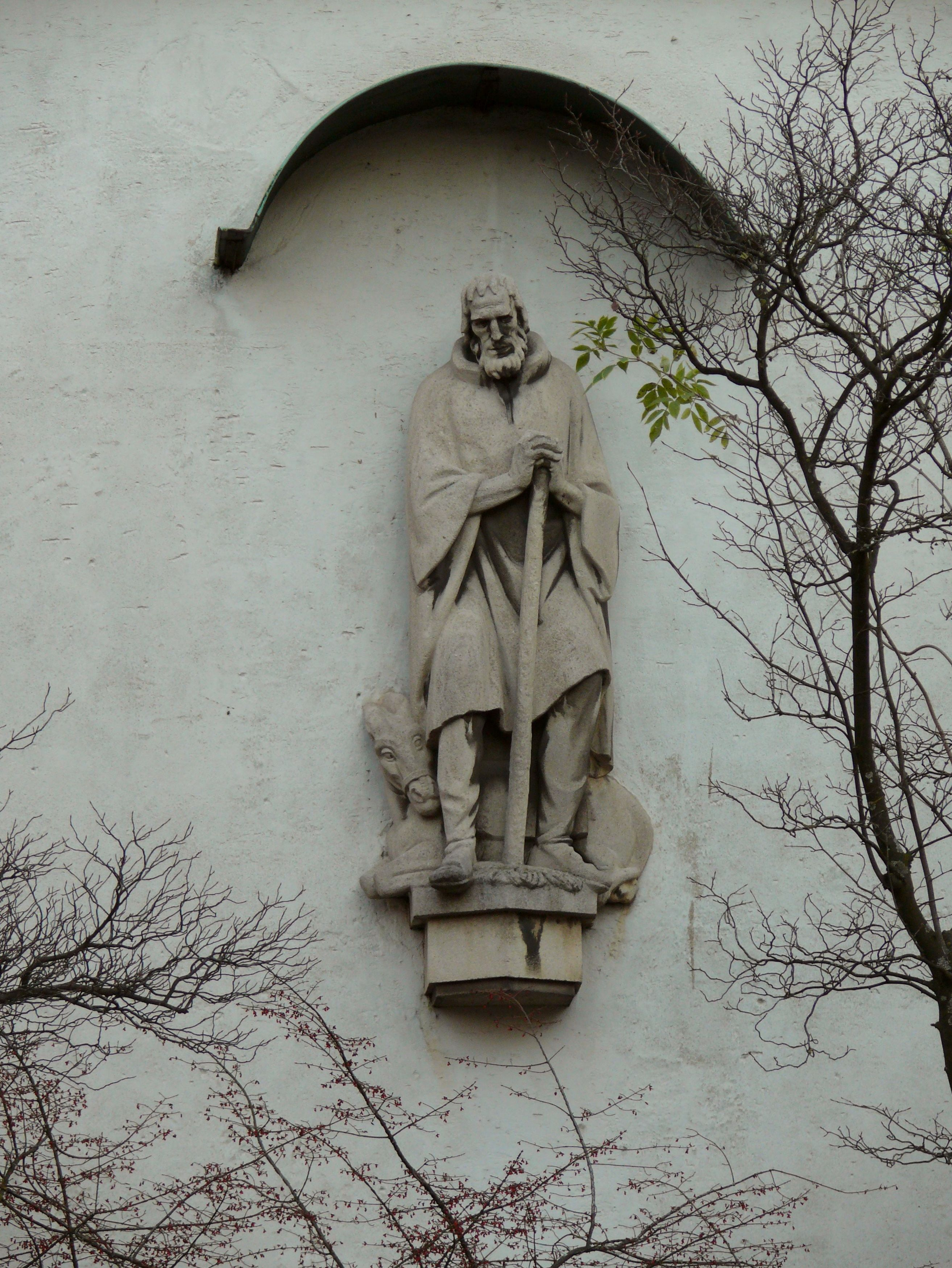
Figur des sel. Winthir an der Außenwand